# Pokpungjeon-ya
Pokpungjeon-ya (폭풍전야?), noto anche con il titolo internazionale Lovers Vanished, è un film del 2010 scritto e diretto da Cho Chang-ho.

## Trama
Kim Su-in, celebre cuoco, viene accusato dell'omicidio di sua moglie e condannato all'ergastolo. L'uomo, che in realtà è innocente, per poter ricevere una riduzione della pena si fa persino contagiare da un detenuto con l'AIDS, ma invano. Su-in ha infine l'occasione di fuggire e conoscere Yeo Mia, barista con un doloroso passato alle spalle.

## Distribuzione
In Corea del Sud la pellicola è stata distribuita dalla Opus Pictures, a partire dal 1º aprile 2010.